# Szupurge
Szupurge (macedónul: Супурге) település Észak-Macedóniában, a Délkeleti körzetben, a Radovisi járásban.

## Népesség
| Lakosok száma | 117  | 132  | 72   | 46   | 82   | 66   | 61   | 56   |
|               | 1948 | 1953 | 1961 | 1971 | 1981 | 1991 | 1994 | 2002 |

- 2002-ben 56 lakosa volt, akik mindannyian törökök.